# Kashinawa
El kashinawa (també pronunciada Kaxinawá, Kashinawa, Kaxynawa, Caxinawa, Caxinawá, i Cashinahua), o Hantxa Kuin (Hãtxa Kuĩ), és una llengua ameríndia de l'Oest d'Amèrica del Sud que pertany a la família de llengües pano. La parlen uns 1.600 Huni Kuin al Perú, al llarg dels rius Curanja i del riu Purus, i 400 a l'estat d'Acre al Brasil.
Aproximadament entre un cinc i un deu per cent dels parlants tenen una certa competència en castellà, mentre que el quaranta per cent alfabetitza i el vint a trenta per cent alfabetitza en espanyol com a segona llengua.
Els dialectes són el Kashinawa brasiler, el Kashinawa peruà i l'extingit Juruá Kapanawa (Capanahua del riu Juruá) i Paranawa.

## Fonologia

### Vocals
|         |       | Anterior | Central | Posterior |
| ------- | ----- | -------- | ------- | --------- |
| Tancada | Oral  | i /i/    | e /ɨ/   | u /u~ʊ~o/ |
| Tancada | Nasal | ĩ /ĩ/    | ẽ /ɨ̃/   | ũ /ũ~õ/   |
| Oberta  | Oral  | a /a/    | a /a/   |           |
| Oberta  | Nasal | ã /ã/    | ã /ã/   |           |

- En síl·labes finals, /a, ã/ s'escolta com a [ə, ə̃].
- /ɨ, ɨ̃/ també es pot escoltar com a lateral central [ɤ, ɤ̃].
- Tot i que la nasalització es marca generalment col·locant un títol sobre la vocal, alguns autors opten per marcar-la amb un ⟨ n⟩ següent per indicar que la vocal anterior o les vocals contigües estan nasalitzades.

### Consonants
| Consonants | Labial      | Alveolar    | Retroflexa | Palatal  | Velar | Glotal  |
| ---------- | ----------- | ----------- | ---------- | -------- | ----- | ------- |
| Oclusiva   | p /p/ b /b/ | t /t/ d /d/ |            |          | k /k/ | ’ /ʔ/   |
| Fricativa  |             | s /s/       | x/shr /ʂ/  | x/sh /ʃ/ |       | j/h /h/ |
| Africada   |             | ts /t͡s/     |            | ch/t͡ʃ/   |       |         |
| Nasal      | m /m/       | n /n/       |            |          |       |         |
| Aproximant | v/w /w~β/   |             |            | y /j/    |       |         |

- La consonant oclusiva d /d/ podria ser pronunciada com una bategant alveolar sonora [ɾ] quan es troba entre dues vocals, com a la pronunciació de l'anglès dels Estats Units ⟨dd⟩ a la paraula ladder.

## Ortografia
S'utilitza l'alfabet llatí. Els generatius van abans dels noms. Hi ha un signe de puntuació interrogativa diferent del signe d’interrogació.

## Morfologia
Els articles i els adjectius es col·loquen després dels noms. Hi ha set prefixos i cinc sufixos.